# Pohraniční
Pohraniční (deutsch Reizenhain, auch Böhmisch Reizenhain) ist eine Wüstung unmittelbar an der sächsisch-böhmischen Grenze im tschechischen Teil des Erzgebirges. Pohraniční bildet eine Grundsiedlungseinheit der Gemeinde Hora Svatého Šebestiána. Der Katastralbezirk umfasst eine Fläche von 1326,9605 ha.

## Geschichte

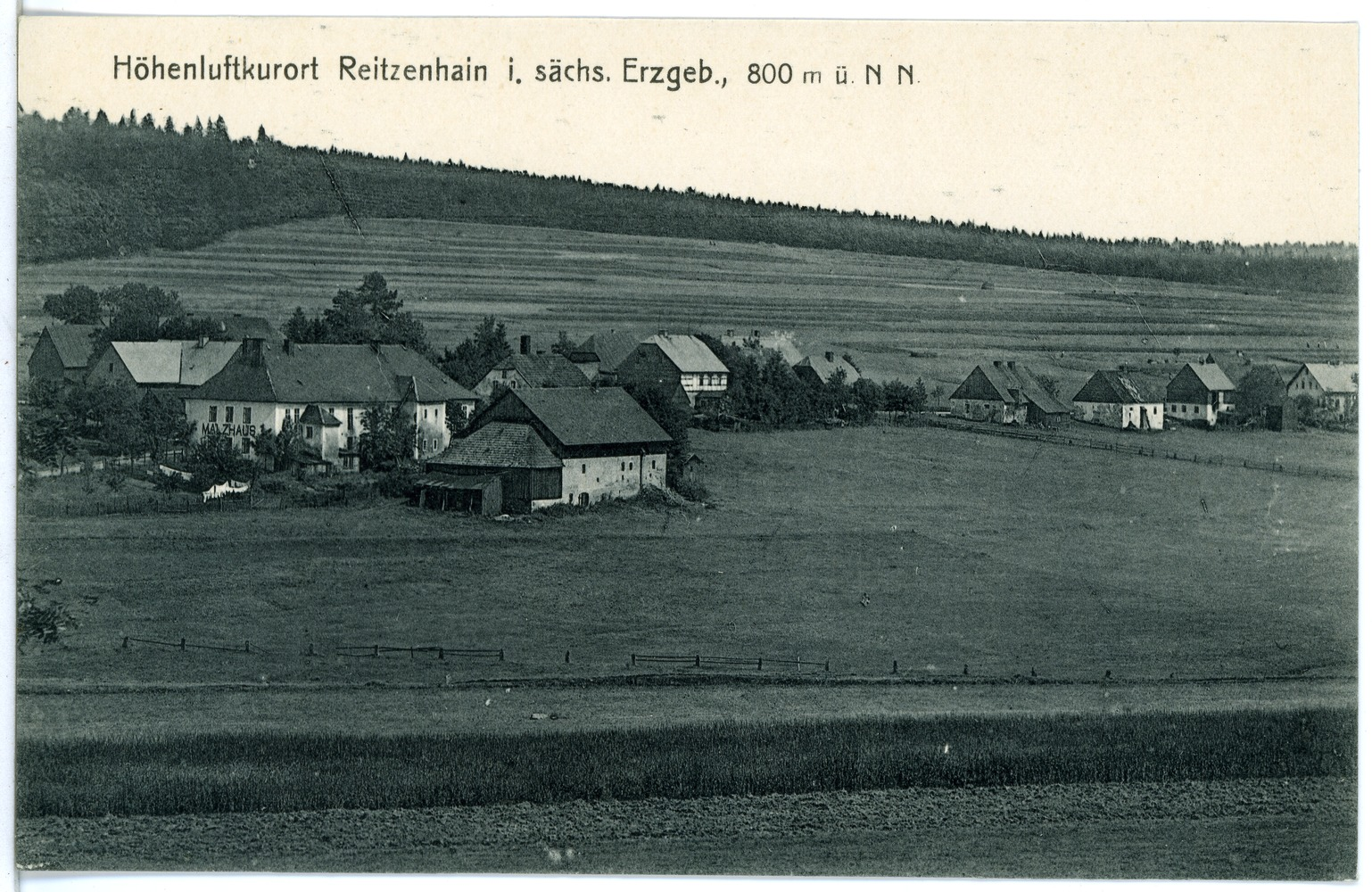
Ortsansicht von sächsischer Seite (1918)

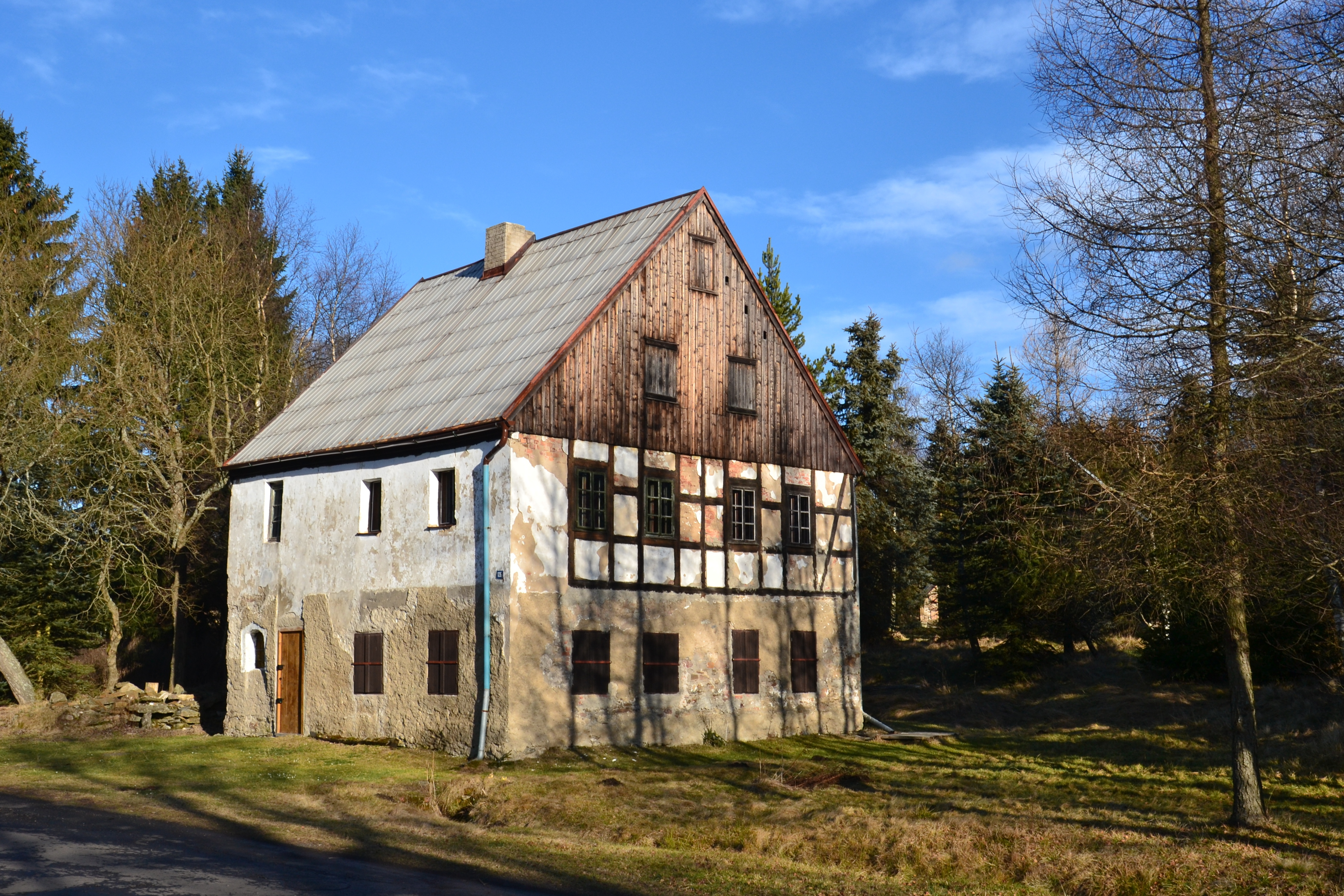
Eines der wenigen nicht abgerissenen Häuser (2015)

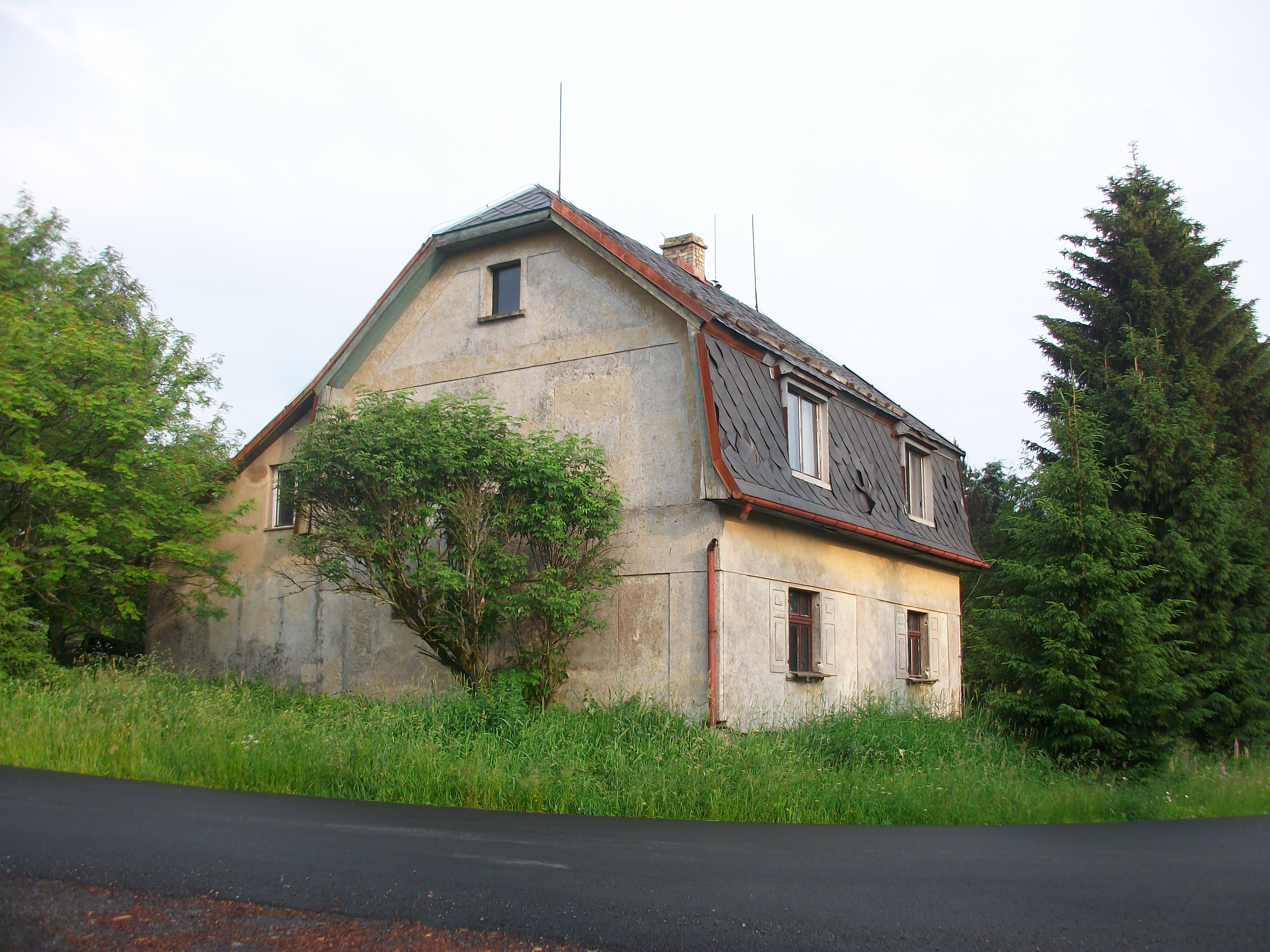
Haus in Pohraniční (Böhmisch Reizenhain) (2018)

Reizenhain wurde erstmals in einer Urkunde König Wenzel IV. erwähnt, in der die Errichtung einer Straße von Prag nach Leipzig über Reizenhain gefordert wurde. Die Einwohner des Ortes lebten vor allem von den durchreisenden Fuhrleuten. Im 16. Jahrhundert bestand in Reizenhain ein Freigut mit Wirtshaus, Mehl- und Sägemühle. Der Besitzer des Freigutes besaß zudem das Privileg zum Bierbrauen.
1874 erhielt Reizenhain durch die Strecke Krima–Reitzenhain der Buschtěhrader Eisenbahngesellschaft (BEB) einen Bahnanschluss. Der Grenzbahnhof wurde allerdings auf sächsischer Seite in Reitzenhain gebaut, ein eigener Haltepunkt auf böhmischem Gebiet wurde erst später eingerichtet. Seither verringerte sich die Bedeutung Reizenhains für das Fuhrwesen. Die meisten Einwohner verdienten ihren Lebensunterhalt nun als Waldarbeiter. Durch die Bahnanbindung entwickelte sich ein bescheidener Tourismus.  Ab der Mitte des 19. Jahrhunderts bildete Reizenhain eine Gemeinde im Gerichtsbezirk Sebastiansberg bzw. Bezirk Komotau.
Nach dem Zweiten Weltkrieg kam der grenzüberschreitende Verkehr über Reizenhain vollständig zum Erliegen. Die deutsche Bevölkerung des Ortes wurde vertrieben, eine Wiederbesiedlung mit Tschechen gelang nur teilweise. 1948 wurde der verbliebene Bahnverkehr von Krima bis zum Haltepunkt Pohraniční eingestellt. 1955 wurde der Ort offiziell aufgelöst.
Heute bestehen noch vier der ursprünglichen Häuser, eine Kapelle und einige Wochenendgrundstücke.

## Entwicklung der Einwohnerzahl
| Jahr | Einwohnerzahl |
| ---- | ------------- |
| 1869 | 224           |
| 1880 | 243           |
| 1890 | 252           |
| 1900 | 235           |
| 1910 | 200           |

| Jahr | Einwohnerzahl |
| ---- | ------------- |
| 1921 | 199           |
| 1930 | 223           |
| 1950 | 26            |
| 1961 | 0             |
| 1970 | 0             |

| Jahr | Einwohnerzahl |
| ---- | ------------- |
| 1980 | 0             |
| 1991 | 0             |
| 2001 | 0             |
| 2011 | 1             |

## Sehenswürdigkeiten
- Stülpnerstein, Gedenkstein für den erzgebirgischen Volksheld Karl Stülpner
- Bucheneck, Gedenkstätte für den erzgebirgischen Sänger und Volksdichter Anton Günther

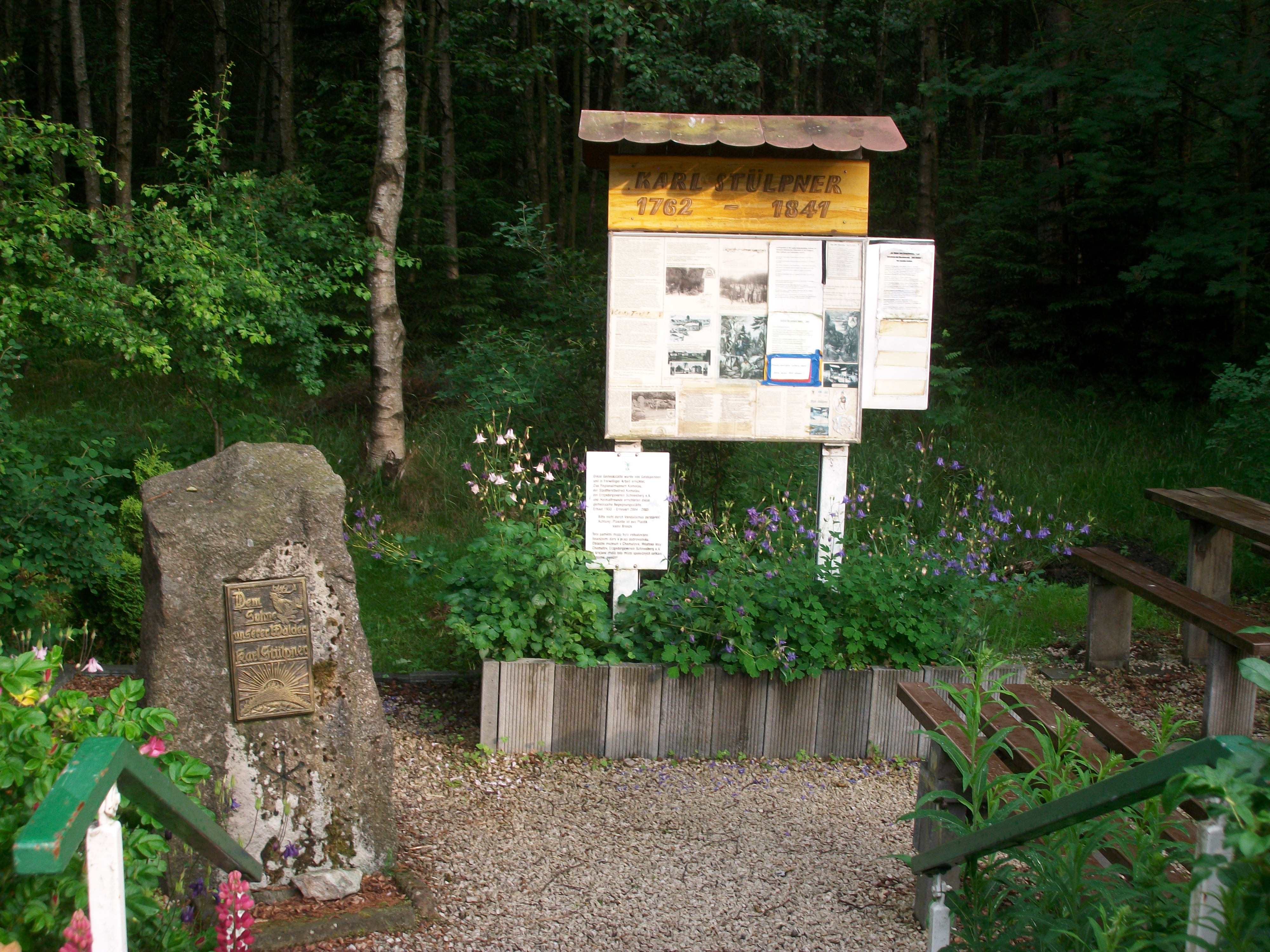
Karl-Stülpner-Gedenkstätte in Pohraniční (Böhmisch Reizenhain)
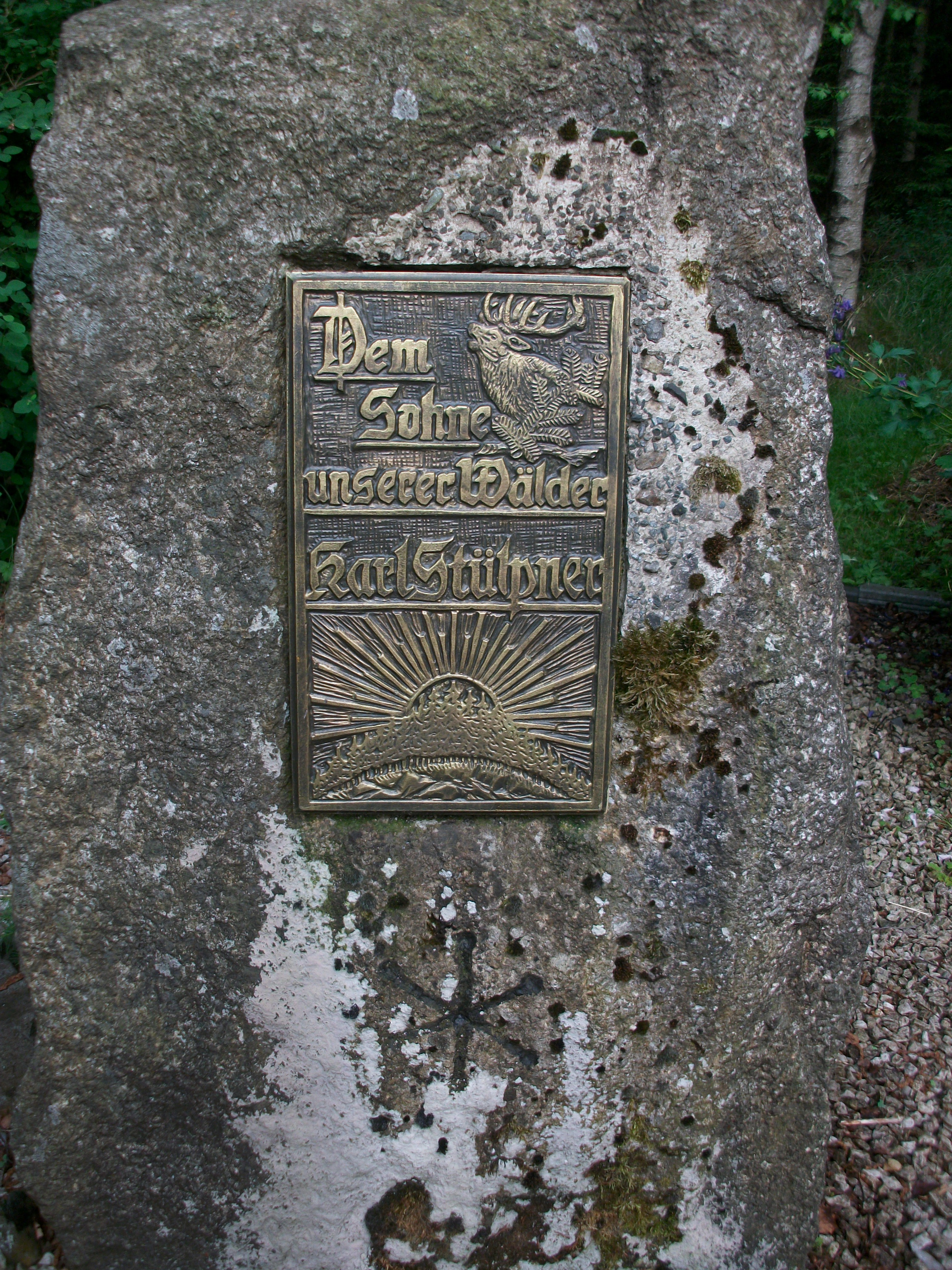
Karl-Stülpner-Gedenkstätte in Pohraniční (Böhmisch Reizenhain)
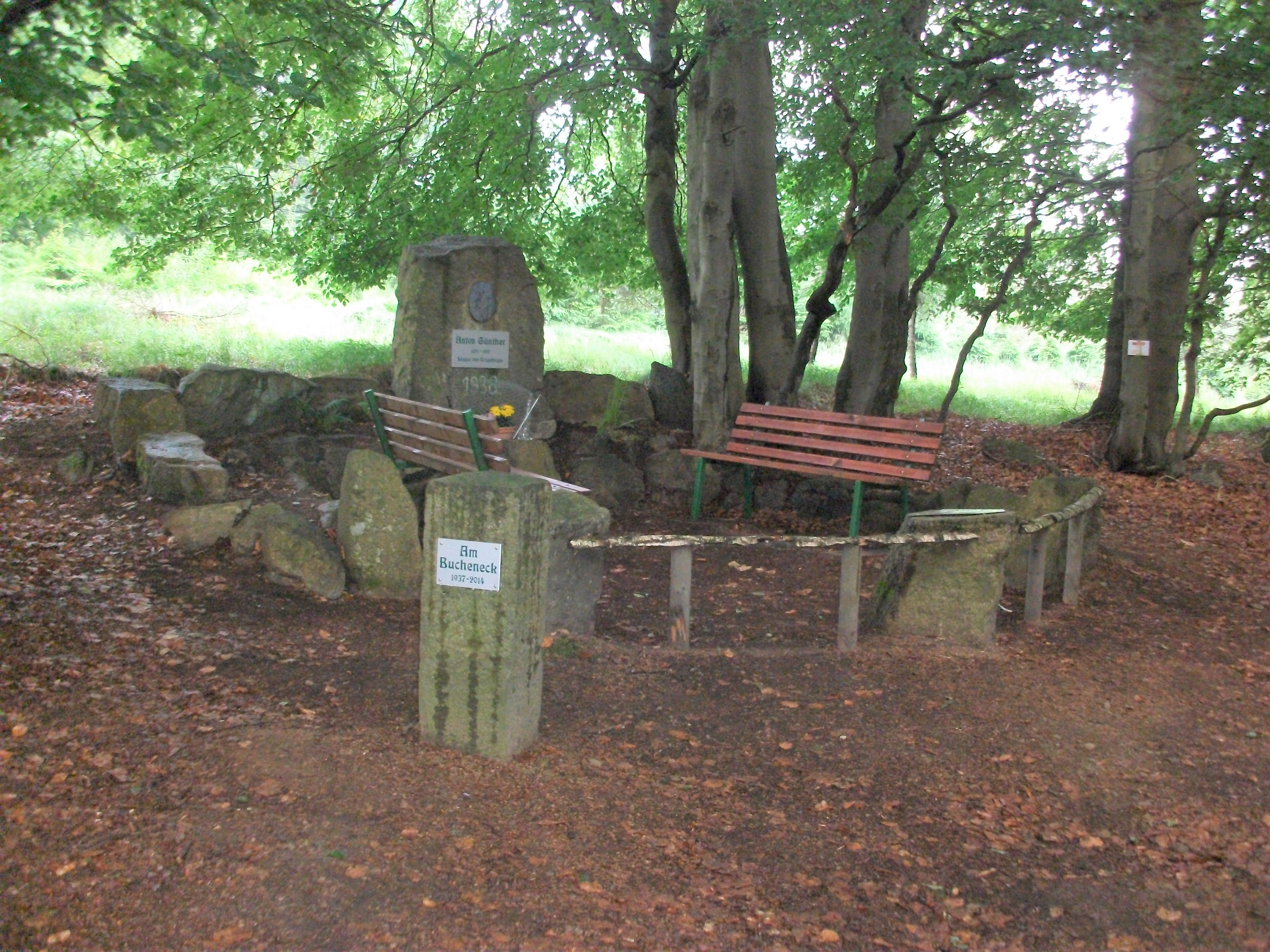
Anton-Günther-Gedenkstätte Bucheneck in Pohraniční (Böhmisch Reizenhain)
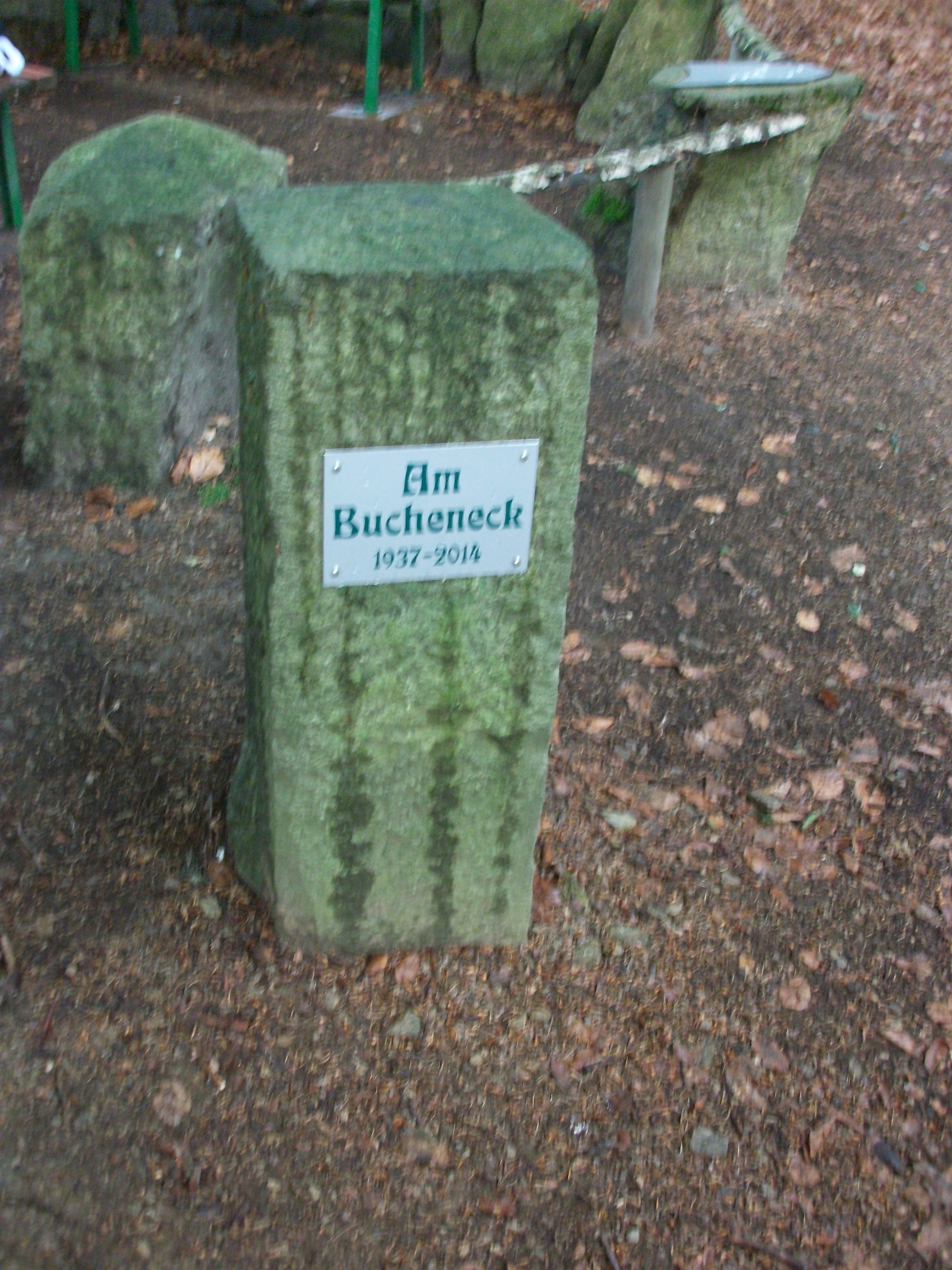
Stein „Bucheneck“ der Anton-Günther-Gedenkstätte Bucheneck in Pohraniční (Böhmisch Reizenhain)